# Tjitze Tjepkema
Tjitze Tjepkema, ook wel aangeduid als Tjeerd Tjepkema, (Birdaard, 17 juli 1963) is een Nederlandse rooms-katholieke priester, theoloog en voormalig predikant in de Protestantse Kerk in Nederland (PKN). Eind 2007 stapte hij over naar de Rooms-Katholieke Kerk. Op 21 mei 2011 werd hij in Groningen tot priester gewijd.

## Levensloop
Na zijn studie theologie werd hij op 9 december 1990 predikant van de Hervormd-Gereformeerde Federatie in Westzaan. Vervolgens werd hij op 28 januari 1996 predikant van de Gereformeerde kerk in Ee. Ten slotte werd hij op 15 januari 2003 predikant van de Gereformeerde kerk en de Hervormde Gemeente in Bolsward.
In 2002 publiceerde hij Priesters en profeten in dienst van de Koning, een studie over de verhouding tussen protestanten en rooms-katholieken.
Op 1 september 2007 werd hij vanwege een onbetaald studieverlof van twee jaar, op zijn verzoek uit het ambt van predikant ontheven. Tjepkema gebruikte dit verlof om zijn eerder uitgebrachte boek verder uit te werken. Tijdens deze bezigheid kwam hij tot de slotsom dat hij beter op zijn plaats zou zijn in de rooms-katholieke Kerk. Op 9 december van datzelfde jaar ontving hij in de Bonifatiuskapel in Dokkum uit handen van de voormalige vicaris-generaal van het bisdom Groningen-Leeuwarden en toenmalige bisschop van Breda Hans van den Hende, met wie hij  bevriend is, het heilig vormsel, wat zijn opname in de katholieke kerk bevestigde. Hij schreef voorts een brief waarin hij aangaf naar de katholieke Kerk over te stappen en zijn ambt van predikant neer te leggen. Op 16 december 2007 werd de inhoud van deze brief aan zijn huidige en vorige gemeenten openbaar gemaakt. Na een studie aan het seminarie van Fiesole (Italië) werd hij door Gerard de Korte, bisschop van Groningen-Leeuwarden, op 20 november 2010 in de Sint-Bonifatiuskerk in Leeuwarden tot diaken en op 21 mei 2011 in de Sint-Jozefkathedraal in Groningen tot priester gewijd. Sinds 1 september 2010 is hij werkzaam in het Zuidoost-Drentse samenwerkingsverband Immanuel van de parochies Willibrordus (Coevorden), Bonifatius (Nieuw-Schoonebeek), Nicolaas (Schoonebeek), Franciscus van Assisië (Steenwjksmoer), en Maria Koningin van de Vrede (Weiteveen).
Tjepkema toonde al langere tijd veel belangstelling voor het rooms-katholicisme en onderhield (reeds vanaf zijn studietijd) contacten met diverse rooms-katholieke gelovigen, onder meer met in Italië woonachtige katholieken. Hij kijkt in positieve zin op zijn protestantse periode terug maar voelt zich erg aangesproken door wat hij aan geloofsbeleving in het rooms-katholicisme heeft aangetroffen.

## Werk
- Priesters en profeten in dienst van de Koning, indringende vragen en een visie als bijdrage aan het gesprek tussen de Catholica en de Reformatie, 2002